# Campionati del mondo di mountain bike 1998
I Campionati del mondo di mountain bike 1998 (en.: 1998 UCI Mountain Bike World Championships), nona edizione della competizione, furono disputati a Mont-Sainte-Anne, in Canada, tra il 14 e il 20 settembre.

## Eventi
Si gareggiò nelle due discipline della mountain bike, cross country e downhill.

## Medagliere
| Pos.   | Nazione     | Oro | Argento | Bronzo | Totale |
| ------ | ----------- | --- | ------- | ------ | ------ |
| 1      | Francia     | 8   | 4       | 2      | 14     |
| 2      | Svizzera    | 1   | 1       | 0      | 2      |
| 3      | Stati Uniti | 0   | 1       | 1      | 2      |
| 3      | Canada      | 0   | 1       | 1      | 2      |
| 5      | Norvegia    | 0   | 1       | 0      | 1      |
| 5      | Paesi Bassi | 0   | 1       | 0      | 1      |
| 7      | Belgio      | 0   | 0       | 2      | 2      |
| 8      | Svezia      | 0   | 0       | 1      | 1      |
| 8      | Australia   | 0   | 0       | 1      | 1      |
| 8      | Germania    | 0   | 0       | 1      | 1      |
| Totale | Totale      | 9   | 9       | 9      | 27     |

## Sommario degli eventi
| Eventi                   | Oro                            | Tempo    | Argento                     | Tempo   | Bronzo                      | Tempo   |
| Cross country            |                                |          |                             |         |                             |         |
| Uomini Elite dettagli    | Christophe Dupouey Francia     | 2h13'27" | Jérôme Chiotti Francia      | a 41"   | Filip Meirhaeghe Belgio     | a 1'43" |
| Uomini Under-23 dettagli | Miguel Martinez Francia        | 1h51'45" | Christoph Sauser Svizzera   | a 2'07" | Roel Paulissen Belgio       | a 2'31" |
| Uomini Junior dettagli   | Julien Absalon Francia         | 1h36'18" | Ryder Hesjedal Canada       | a 1'21" | Fredrik Mondin Svezia       | a 1'57" |
| Donne Elite dettagli     | Laurence Leboucher Francia     | 2h12'40" | Gunn-Rita Dahle Norvegia    | a 1'53" | Alison Sydor Canada         | a 4'18" |
| Donne Junior dettagli    | Cecile Rode Francia            | 1h29'39" | Severine Hansen Francia     | a 14    | Sandrine Guironnet Francia  | a 33"   |
| Downhill                 |                                |          |                             |         |                             |         |
| Uomini Elite dettagli    | Nicolas Vouilloz Francia       | 4'47"89  | Gerwin Peters Paesi Bassi   | a 4"49  | Mickael Pascal Francia      | a 8"61  |
| Uomini Junior dettagli   | Fabien Barel Francia           | 4'47"63  | Franck Parolin Francia      | a 12"27 | Nathan Rennie Australia     | a 12"32 |
| Donne Elite dettagli     | Anne-Caroline Chausson Francia | 5'26"47  | Nolvenn Le Caër Francia     | a 10"55 | Cheri Elliott Stati Uniti   | a 13"47 |
| Donne Junior dettagli    | Sari Jorgensen Svizzera        | 5'47"73  | Sabrina Jonnier Stati Uniti | a 12"56 | Johanna Rubel-Todt Germania | a 17"35 |